# Conception (Schiff)
Die Conception ist ein Anfang September 2019 in den Vereinigten Staaten verunglücktes Boot, das für Tauchausflüge genutzt wurde.
Das Unglück gilt als der schlimmste Seeunfall in Kalifornien seit dem Untergang des Brother Jonathan im Jahre 1865 und das tödlichste in den Vereinigten Staaten insgesamt seit der Explosion im Geschützturm der Iowa im Jahr 1989.

## Beschreibung
Die Conception wurde 1981 auf einer Werft in Long Beach im US-Bundesstaat Kalifornien gebaut. Sie ist für Angeltouren und Tauchausflüge konzipiert.
Das Boot ist für 103 Personen zugelassen. Die Besatzung muss aus mindestens vier Personen bestehen, so dass auf Tagesausflügen Platz für 99 Fahrgäste ist. Bei Mehrtagesreisen können 46 Personen untergebracht werden, für die 13 Doppel- und 20 Einzelbetten zur Verfügung stehen.
Angetrieben wird das Boot von zwei Detroit-Dieselmotoren mit jeweils 550 PS Leistung. Die Geschwindigkeit beträgt rund 10 kn. Für die Stromerzeugung steht ein Northern-Lights-Dieselgenerator mit 55 kW Leistung zur Verfügung.
Das Boot kann rund 880 Seemeilen zurücklegen.

## Unglück im September 2019
An Bord des Bootes brach in der Nacht vom 2. auf den 3. September 2019 ein Feuer aus, bei dem 34 Menschen ums Leben kamen, darunter ein Besatzungsmitglied. Fünf Besatzungsmitglieder, die im Oberdeck schliefen, kamen mit Verletzungen davon und versuchten nach dem Absetzen von Notrufen vergeblich, die anderen Insassen zu retten. Der Brand brach kurz nach 3 Uhr morgens aus, als das Schiff für die Nachtruhe in einer Bucht von Santa Cruz Island ankerte. Das Feuer entstand vermutlich im Unterdeck, wo die Passagiere und ein Besatzungsmitglied schliefen. Es wird vermutet, dass alle Todesopfer durch Rauchgasvergiftung ums Leben kamen.
Durch das Feuer wurde der größte Teil der Decksaufbauten zerstört. Erst mehrere Stunden nach Brandausbruch konnte das Feuer gelöscht werden. Das Schiff sank und konnte nach einigen Tagen aus 20 Metern Tiefe geborgen werden. Es handelt sich um das schwerste Schiffsunglück Kaliforniens seit dem Untergang des Dampfers Brother Jonathan im Jahr 1865 (225 Tote) und das Schiffsunglück in den Vereinigten Staaten mit den meisten Todesopfern seit 1989 (Explosion in einem Geschützturm des Schlachtschiffes Iowa mit 47 Toten).
Vorläufige Untersuchungsergebnisse zeigten, dass mehrere Sicherheitsmängel bestanden. Zum Beispiel waren die Rauchmelder im Unterdeck weder mit dem Steuerhaus verbunden, noch konnten der Alarm dieser Rauchmelder in anderen Teilen des Schiffs gehört werden – dies war zum Zeitpunkt der behördlichen Abnahme jedoch zulässig. Des Weiteren verfügte das Unterdeck über zwei Notausgänge, jedoch erforderte einer der Ausgänge, dass die Passagiere auf eines der Betten klettern und in einer Nische weiter und dann nach oben robben mussten. Ebenso patrouillierte keine Nachtwache.

## Bilder

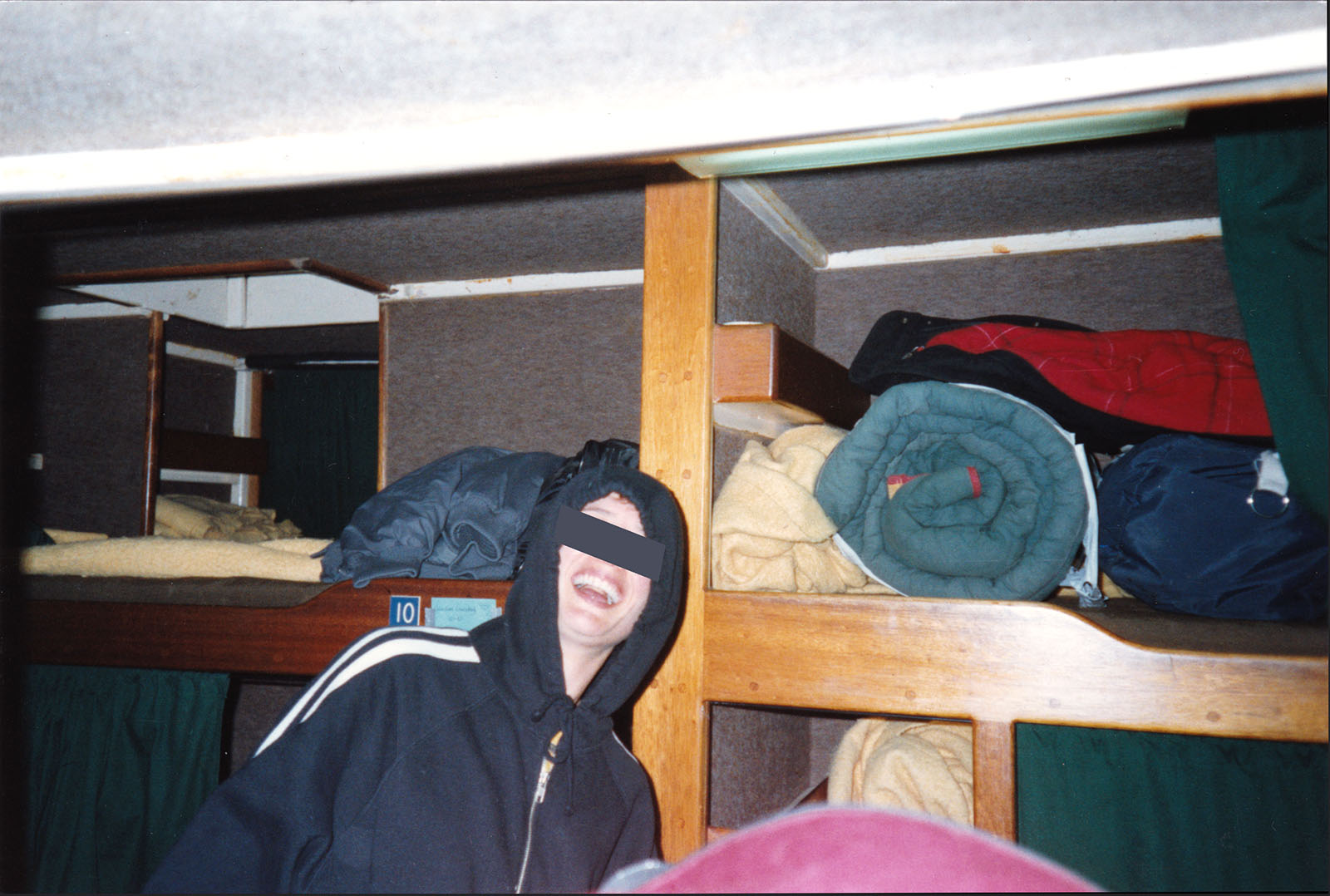
Kajütenbett mit dem hinteren Notausgang (Bild von 1995)
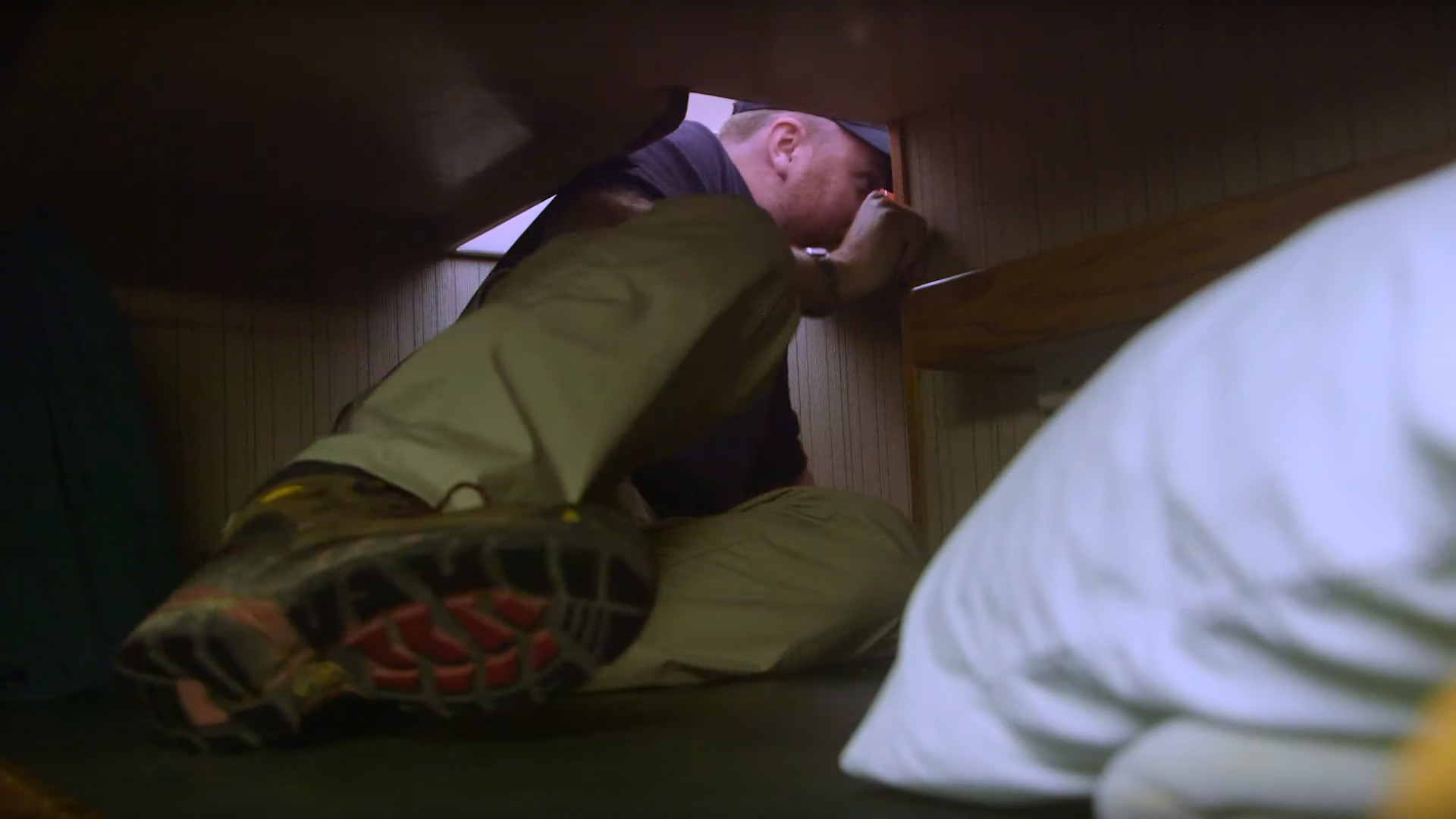
Ein Mitarbeiter der Untersuchungsbehörde NTSB untersucht den hinteren Notausgang im Schwesterschiff Vision